# Roseau
Canne
Pour les articles homonymes, voir Roseau (homonymie) et Canne.
Pour l’article ayant un titre homophone, voir Rozo.
Taxons concernés
Parmi la famille des Poaceae :
- Genres :
  - Arundo
  - Phragmites
- Espèces :
  - Phalaris arundinacea L.
  - Cortaderia selloana  Asch. & Graebn.
  - Calamagrostis epigejos (L.) Roth
  - Calamagrostis arundinacea (L.) Roth
  - Ammophila arenaria (L.) Link

Parmi la famille des Acoraceae :
- Espèces :
  - Acorus calamus L.

Parmi la famille des Typhaceae :
- Espèces :
  - Typha latifolia L.modifier

On appelle roseau ou canne diverses plantes des sols humides d'assez grande taille, à tige creuse et rigide, plus ou moins ligneuse. Il s'agit d'un terme ambigu qui en général, en français, peut désigner des poacées (ou graminées), appartenant particulièrement aux genres Arundo ou Phragmites.
Un lieu planté de roseaux est une roselière ou une cannaie, un biotope très riche en particulier pour la faune aviaire.

## Étymologie
Le terme roseau est dérivé de l'ancien français ros « roseau », attesté au XIe siècle (plus anciennement encore sous la forme raus, fin Xe siècle), par l'intermédiaire d'une forme rosel, diminutif en -el > -eau. Le terme apparait dans des gloses dès le IXe siècle pour traduire les termes latins arundo et calamus. Il remonte au vieux bas francique *raus-, qui remonte au germanique occidental *rauz-, même mot que le germanique oriental cf. gotique raus. Il a donné par rhotacisme, l'allemand Rohr « tuyau » (le vieux haut allemand rôr désignait aussi le roseau, sens qu'à encore accessoirement le mot allemand Rohr, cf. Schilfrohr « roseau »).
On le trouve associé de manière fréquente au nom germanique du ruisseau *bakiz (cf. néerlandais beek, allemand Bach « ruisseau ») dans des toponymes de la France du nord, tels Robecq, Roubaix, Rebecq, Rebais, Rebets, etc. et au suffixe gallo-roman -etu (< latin -etum; d’où féminin -aie : chênaie, etc.) dans les types toponymiques Rosay, Rosoy qui ont tous le sens de « roselière », l’ancien français rosei, dont ils procèdent, étant tombé en désuétude. En revanche, il convient de ne pas confondre avec roseraie dérivé à partir du nom du rosier.
Les autres langues romanes, sauf l'occitan qui possède aussi le terme germanique, conservent uniquement des termes prélatins ou latins (latin canna, issu du grec κάννα / kanna), d'où occitan canavèra, canna, caravena (dial), rausa, rausèl ; italien cannuccia, canna ; corse canna ; espagnol carrizo, caña ; portugais cana, caniço ; catalan canya, etc.

## Leroseau communou petit roseau
Nom scientifique : Phragmites australis (Cav.) Trin. ex Steud.
Famille des Poacées (ou Graminées), sous-famille des Arundinoideae, tribu des Arundineae.
Appelé aussi roseau à balais, cette plante est très commune sur toute la planète, dans les sols frais et humides, au bord des rivières, des lacs et des étangs. Elle aime les sols vaseux et résiste à la stagnation dans l'eau, mais est sensible au sel.
Description :  plante vivace, à tiges dressées, d'une hauteur de 1,5 à 3 mètres, de 10 mm de diamètre, se brisant facilement, portant des feuilles allongées, larges de 1 à 3 cm, d'un vert glauque. Les inflorescences groupent en haut des tiges des panicules d'épillets de couleur brun violacé.
Cette plante se multiplie par de nombreux rejets issus des tiges souterraines traçantes.
Utilisation : les inflorescences étaient utilisées pour faire de petits balais. La plante peut servir pour stabiliser les zones sujettes à l'érosion, elle est aussi considérée comme une plante envahissante.

## Le grand roseau oucanne de Provence
Nom scientifique : Arundo donax L.
Famille des Poacées (ou Graminées), sous-famille des Arundinoideae, tribu des Arundineae.
On l'appelle aussi roseau à quenouilles. C'est une plante vivace, originaire des zones humides des régions méditerranéennes, du Moyen-Orient et du nord de l'Afrique, naturalisée dans la plus grande partie du monde. Elle aime les sols frais mais ne résiste pas au séjour dans l'eau.
Description : plantes à tige ligneuse, de 2 à 3 cm de diamètre, très robuste, d'une hauteur de 2 à 5 mètres, à feuilles effilées, larges de 3 à 5 cm. Les inflorescences sont formées de grappes d'épillets de couleur vert blanc à violacé.
La plante se multiplie par rejets issus de tiges souterraines rampantes.
Utilisation : les tiges sont très utilisées pour la fabrication de cannes à pêche, de clôtures, de tuteurs. Fendues, elles sont utilisées pour la vannerie, la fabrication d'emballages... Dans le bois des tiges sont taillées des anches d'instruments à vent : Cogolin, en Provence dans le golfe des Maures, s'en était fait une spécialité (et l'a toujours), au sein d'une bande littorale de Fréjus à Ollioules, qui fait du département du Var le premier producteur de cannes de Provence pour la fabrication des anches. Les cannes de Provence servent aussi à faire des palissades (canisses) pour atténuer le vent (dans les vergers et maraîchages de Provence rhodanienne, en complément des cyprès). La plante elle-même est souvent plantée pour constituer des haies vives (baragnes), ou pour stabiliser les rives  contre l'érosion, retenir le sable sur le littoral. Les jeunes pousses constituent un assez bon fourrage pour le bétail.
Cette plante a malheureusement tendance à envahir les bords de cours d'eau à la suite de son introduction. Vu les difficultés et le coût pour l'éradiquer, il est préférable de ne pas l'introduire sur des sites proches d'espaces naturels. Les espèces plus locales sont à préférer.
Ce roseau peut aussi alimenter l'industrie de la pâte à papier.
Certaines variétés à feuillage panaché, sont ornementales.
Les tiges souterraines ont des propriétés diurétiques.

## Lefaux roseauou alpiste roseau
Nom scientifique : Phalaris arundinacea L.
Famille des Poacées (ou Graminées), sous-famille des Pooideae, tribu des Aveneae.
Plante vivace des zones humides, commune en Europe, en Asie et dans le nord de l'Afrique, de 0,75 à 1,5 m de haut, à inflorescence terminale assez étalée. Les rhizomes très ramifiés produisent des rejets qui multiplient la plante.
Elle est utilisée surtout comme litière, ou comme fourrage de basse qualité. Une variété ornementale est connue sous le nom de roseau panaché.
Cette espèce est aussi reconnue pour être une des seules du genre Phalaris à contenir du DMT, substance hallucinogène puissante.

## Autres roseaux

### Leroseau aromatique
Nom scientifique : Acorus calamus L.
Famille des Acoracées.
C'est l'acore calame ou acore odorant, appelé aussi roseau odorant. Plante vivace, originaire de l'Asie tempérée, introduite en Europe vers le XVIe siècle, qui pousse dans les cours d'eau et les étangs.
Utilisée parfois pour l'ornementation des pièces d'eau, c'est une plante vénéneuse.
Dans la Bible, le roseau aromatique entre dans la composition du parfum consacré à Dieu par Moïse (Exode 30,23). Cependant, il s'agit certainement d'une autre plante odorante, Moïse étant en plein désert. Il pourrait s'agir de chanvre, considéré par de nombreux peuples comme un roseau dû à son expansion le long des fleuves et à sa fibre ligneuse, ou comme mauvaise herbe car elle suit les mouvements de population. On sait également que cette plante était souvent utilisée pour la fabrication de cordes et de tissus.

### Le roseau à plumes ouherbe de la pampa
Nom scientifique : Cortaderia selloana (Schult. & Schult.f.) Asch. & Graebn.
Famille des Poacées, sous-famille des Danthonioideae, tribu des Danthonieae.
Plante ornementale originaire d'Amérique du Sud. Les phragmites et acores sont utilisés en lagunage pour leurs capacités dépolluantes.

### Le roseau des bois
Nom scientifique : Calamagrostis epigejos   (L.) Roth
Famille des Poaceae, sous-famille des Pooideae, tribu des Aveneae.
Plantes vivace, des bois et pâturages humides, à rhizome traçant, de 0,7 à 1,2 m de hauteur, appelée aussi roseau terrestre ou roseau des collines, répandue en Europe et en Asie.

### La calamagrostide faux-roseau ou roseau des montagnes
Nom scientifique : Calamagrostis arundinacea   (L.) Roth 
Famille des Poaceae, sous-famille des Pooideae, tribu des Aveneae.
Plante vivace des bois de montagne, spontanée en Europe et en Asie, de 1,2 m de haut environ.

### Le roseau des sables
Nom scientifique : Ammophila arenaria   (L.) Link
Famille des Poaceae, sous-famille des Pooideae, tribu des Aveneae.
C'est l'oyat ou gourbet, plante vivace de 0,4 à 1 m de haut, à très longue tiges souterraines, traçantes qui perpétuent la plante. Les feuilles raides et effilées sont enroulés sur elles-mêmes par le bord du limbe. Cette plante est très utilisée pour fixer les dunes. Les tiges servent pour faire les toits de chaume ou pour fabriquer des nattes.

### Le roseau des étangs
Nom scientifique : Typha latifolia L.
Famille des Typhacées.

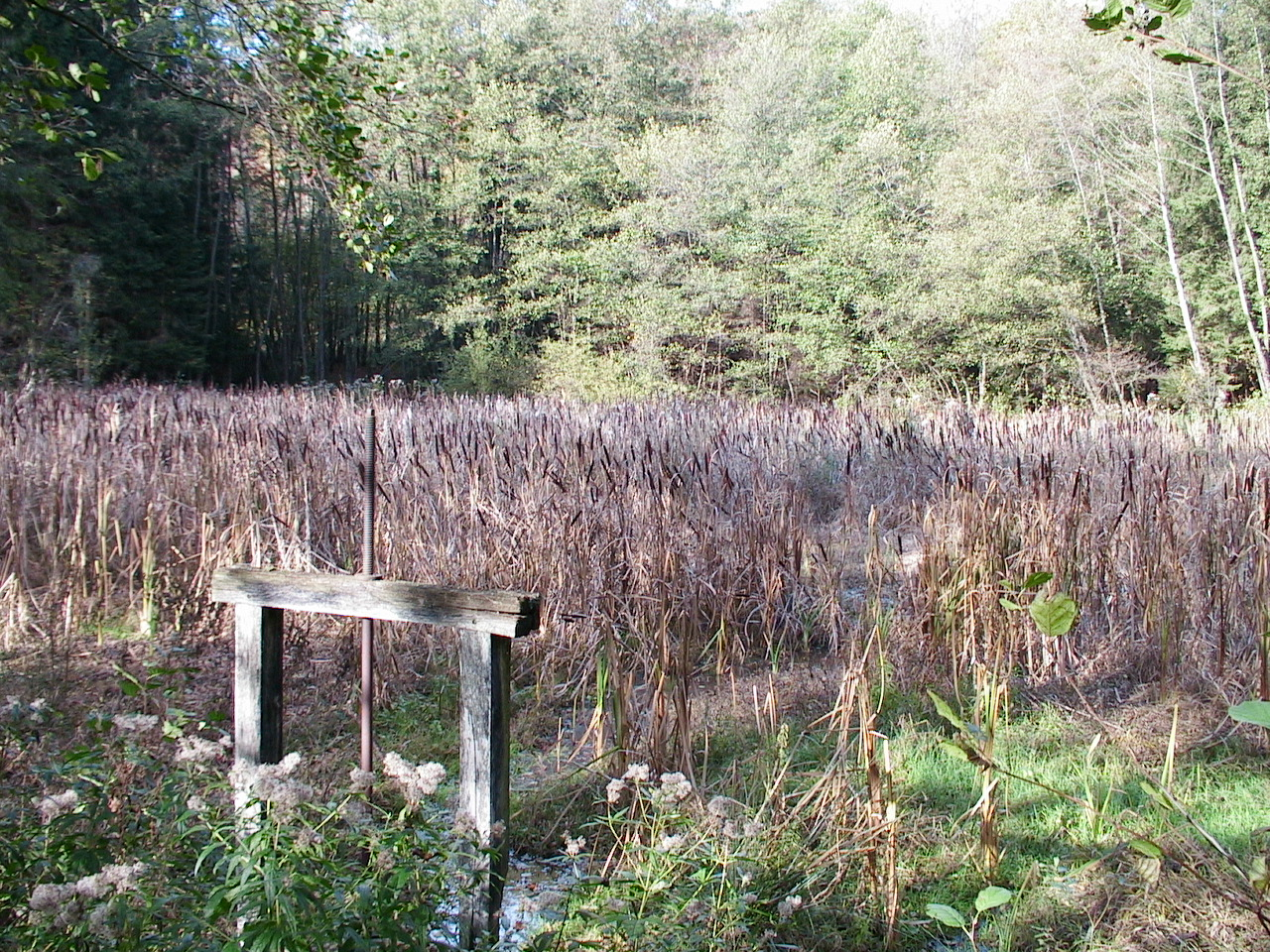
En l'absence de grands herbivores brouteurs ou de castors, les roseaux tendent naturellement à envahir certains fossés, ou les étangs peu profonds ou envasés, en poussant de la périphérie vers le centre. Ce phénomène nommé « atterrissement » est à l'origine de la constitution des tourbières alcalines.

Appelée aussi massette à larges feuilles, masse d'eau, quenouille, roseau-de-la-passion, cette plante est très commune sur toute la planète, dans les zones humides. Elle atteint 1 à 2 mètres de haut et présente une inflorescence remarquable en forme de deux épis portés par la même tige, l'épi staminé (mâle) plus réduit surmontant l'épi pistillé (femelle), brun noirâtre de 15 cm de long et 2 cm de diamètre environ. En hiver, on peut tirer une matière cotonneuse de ces épis, qui a par exemple en Amérique du Nord servi à produire des sortes de couches absorbantes pour les bébés amérindiens.
C'est une plante vivace qui, par ses rhizomes, donne de nombreux rejets. La croissance souterraine de la plante contribue à décolmater et aérer les vases, permettant un travail d'épuration de l'eau, même en hiver, lorsque la végétation est au repos, par les bactéries vivant sur les racines.
Les grandes roselières de typhas abritent de nombreux oiseaux, dont le butor, mais c'est un habitat qui a beaucoup régressé depuis 3 siècles avec le drainage et la mise en culture des zones humides.
Utilisations : ornement des pièces d'eau ; confection de toitures, de nattes... Les jeunes pousses sont comestibles, ainsi que les rhizomes.

### Le roseau à flèche
Nom scientifique : Gynerium sagittatum (Aubl.) P.Beauv., 1812
Famille des Poaceae, sous-famille des Panicoideae, tribu des Gynerieae.
Plante vivace d'Amérique du sud dépassant souvent 5 m de haut, et dont la hampe florale est employée pour la fabrication de flèches.

## Travail du roseau

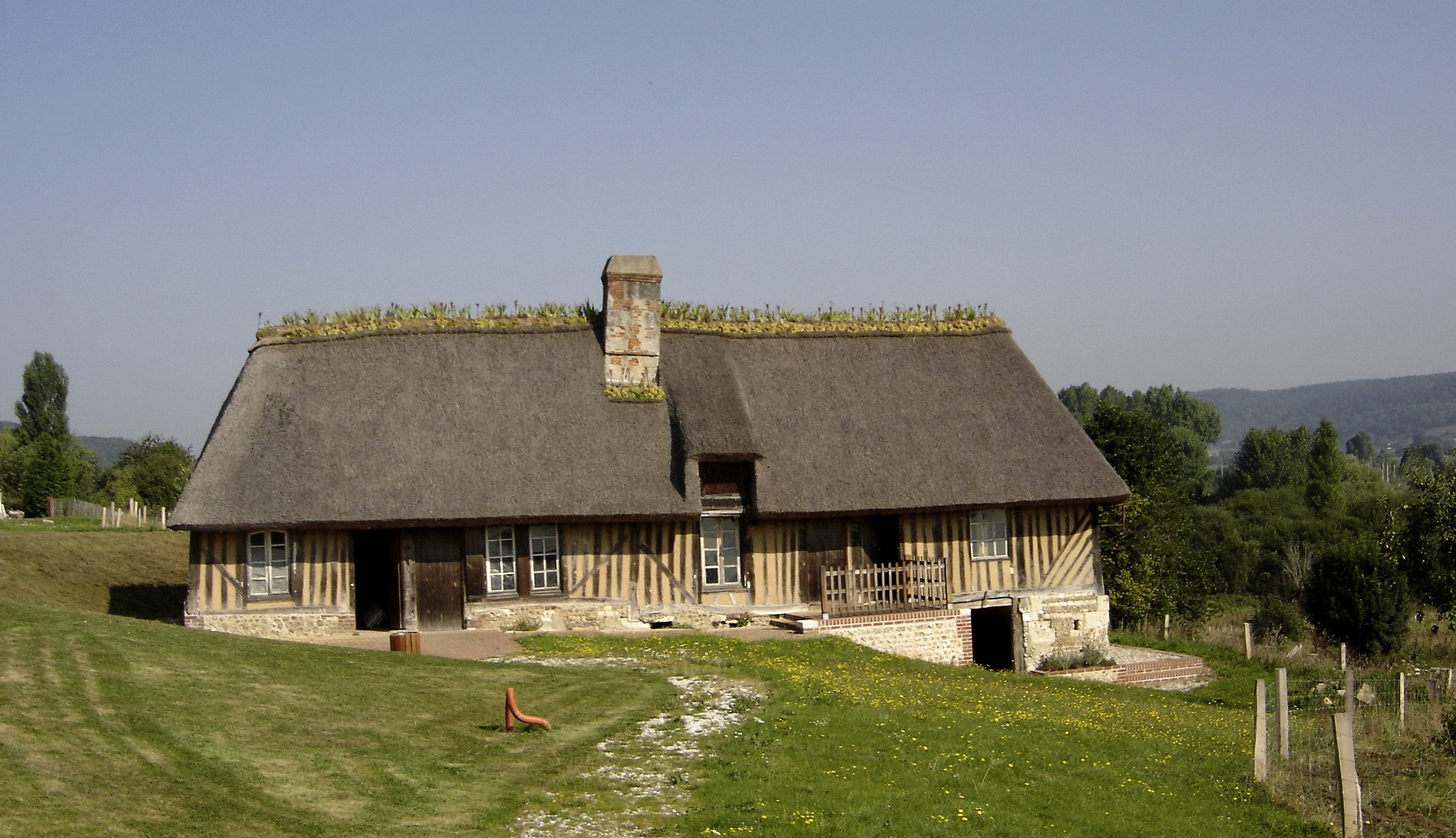
Depuis des milliers d'années, les roseaux ont fourni les matériaux pour couvrir de nombreuses toitures comme celle de cette chaumière normande

Le roseau est utilisé pour fabriquer des anches destinés aux instruments de musique et pour fabriquer des flûtes comme le ney. On l'utilise également pour tresser des vanneries, ou pour produire des balais. Il a autrefois aussi servi de tapis posés sur les sols pour rendre circulable des zones très boueuses. Dans les Andes, et notamment sur et autour du lac Titicaca, certains peuples utilisent depuis 5 000 ans un roseau local (totora) pour en faire des bateaux (caballitos), des maisons, des voiles et de nombreux objets du quotidien.
En tant que plante macrophyte, le roseau est également utilisé dans certains systèmes de stations d'épuration.

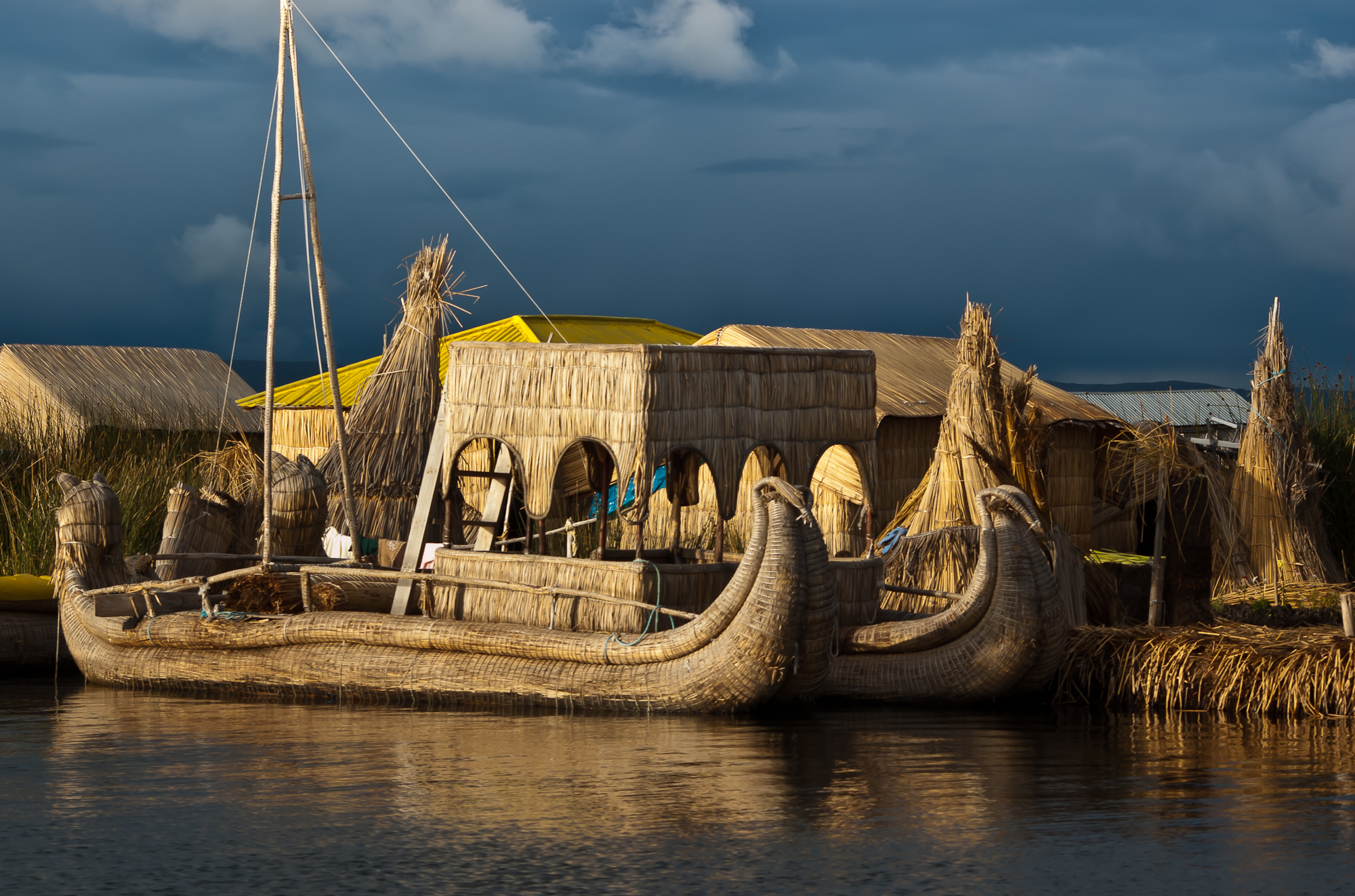
Village et bateaux sur le lac Titicaca
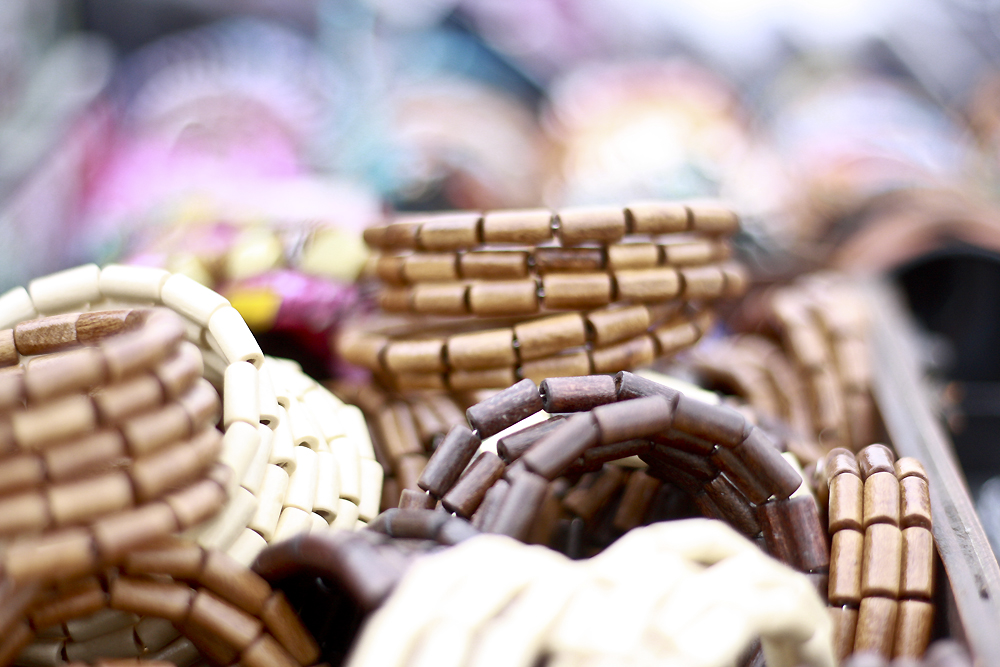
Bracelets  du Botswana
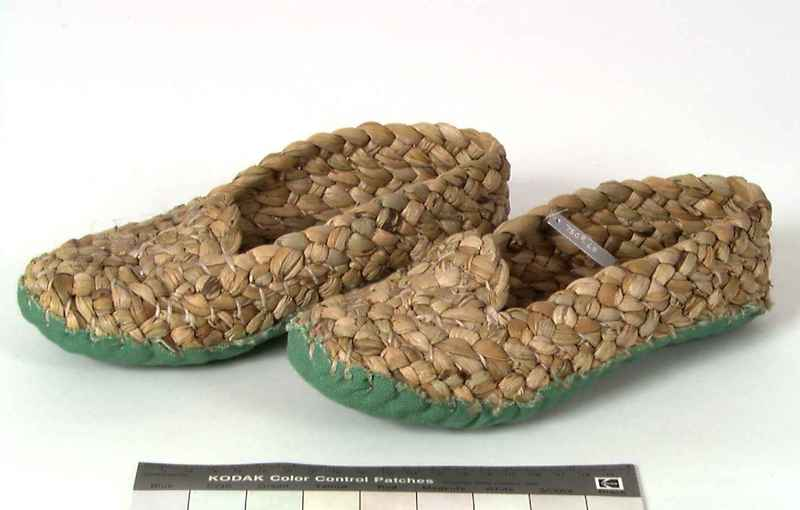
Chaussures de Norvège

## Dans les arts
- « L'homme est un roseau pensant. » (Blaise Pascal) ;
- Le Roseau et l'Olivier, fable d'Ésope
- Le Chêne et le Roseau, fable de Jean de La Fontaine, adaptée de celle d'Ésope
- Le Chêne et le Roseau, fable de Jean Anouilh, adaptée de la fable de La Fontaine ; contrairement à ce dernier, Anouilh y prend parti pour le personnage du Chêne.
- Chêne et roseau, chanson des Cowboys fringants sur l'album L’Expédition, adaptée de la fable de La Fontaine.
- Les roseaux sauvages film de André Téchiné.

### Calendrier républicain
Le nom du roseau fut attribué au 23e jour du mois de frimaire du calendrier républicain ou révolutionnaire français, généralement chaque 13 décembre du grégorien.